# Longèves (Charente-Maritime)
Longèves település Franciaországban, Charente-Maritime megyében. Lakosainak száma 1061 fő (2022. január 1.). Longèves Andilly, Angliers, Marans, Nuaillé-d’Aunis, Saint-Ouen-d’Aunis és Vérines községekkel határos.

## Népesség
A település népességének változása:
| Lakosok száma | 321  | 416  | 417  | 683  | 883  | 931  | 975  | 1051 | 1055 | 1061 |
|               | 1968 | 1982 | 1990 | 2006 | 2013 | 2015 | 2017 | 2019 | 2020 | 2022 |